# Tribu Ute de la reserva Uintah i Ouray
La Tribu Ute de la reserva Uintah i Ouray és una tribu reconeguda federalment dels ute a Utah. Els Uintah són una banda occidental dels ute.

## Govern
La seu de la reserva Uintah i Ouray es troba a Fort Duchesne.
"Us puc dir el que jo espero, que és unitat. M'agradaria veure la gent ajudant-se mútuament. Potser la gent pot reunir-se i adonar-se que és en benefici de la tribu com un tot. Més que d'un individu aquí o una família per aquí." –Luke Duncan, 1989
Els Utes tenen un sistema de govern complex que treballa estretament amb els EUA Federal i els governs estatals de Utah.

## Reserva
La reserva índia Uintah i Ouray és la segona reserva índia més gran dels Estats Units, i cobreix una àrea de 4.500.000 acres (uns 18.000 km²) de terra. Fundada en 1863, ocupa parts dels comtats de Carbon, Duchesne, Grand, Uintah, Utah, i Wasatch a Utah.
Els ingressos de la reserva provenen principalment dels contractes d'arrendament per l'explotació dels jaciments de petroli i gas. La tribu és membre del Council of Energy Resource Tribes.

## Llengua
La llengua dels ute forma part del continu dialectal anomenat paiute del sud que forma part de les llengües numic de la família lingüística uto-asteca. La llengua encara es parla habitualment. El 1984 la tribu va declarar l'idioma ute idioma oficial de la reserva, i el Comitè de la Llengua, Cultura i Tradicions Ute ofereix material per a l'ensenyament de la llengua.

## Història
Els utes havien viscut a la regió de la Gran Conca des de fa 10.000 anys. Des del 3000 aC fins al 500 aC van viure al llarg del riu Gila a Arizona. Els pobles de la cultura Fremont vivien al nord de Colorado Occidental, però quan la sequera els va colpejar en el segle xiii es van unir als utes a la vall de San Luis, Colorado. Els utes van ser una de les primeres tribus a obtenir cavalls escapats dels ramats espanyols.
Els exploradors espanyols van viatjar a través de les terre ute en 1776 i els van seguir un nombre cada vegada major de no nadius. La cursa d'or de Colorado de 1850 inundà les terres ute amb cercadors. Els mormons van lluitar contra els Utes de 1840 a 1870. En la dècada de 1860 el govern federal dels EUA va crear la reserva d'Uintah. Els utes de Utah s'hi van establir en 1864, i se'ls van unir el 1882 vuit bandes d'utes septentrionals.
El govern dels EUA va tractar de forçar els utes a conrear la terra, tot i la falta d'aigua i les condicions de cultiu desfavorables a la seva reserva. Els projectes de reg de principis del segle xx van posar l'aigua en mans no tribals. Els nens ute van ser obligats a assistir a internats amerindis en els anys 1880 i la meitat dels nens utes a l'Escola Índia d'Albuquerque van morir.